# Dasypterus intermedius
Dasypterus intermedius es una especie de murciélago de la familia Vespertilionidae.

## Distribución geográfica
Se encuentra en Belice, Cuba, El Salvador, Guatemala, Honduras, México y Estados Unidos.